# Estación de Arraiolos
La Estación Ferroviaria de Arraiolos, también conocida como Estación de Arraiolos, es una antigua plataforma del Ramal de Mora, que servía a la localidad de Arraiolos, en Portugal.
- Wikimedia Commons alberga una categoría multimedia sobre la Estación de Arraiolos.

- Datos: Q8779305
- Multimedia: Arraiolos train station / Q8779305